# Hughes Airwest
Hughes Airwest (IATA: RW, Indicativo: HUGHES-AIR) fue una aerolínea estadounidense con sede en California, respaldada por Summa Corporation de Howard Hughes. El nombre original de la aerolínea era Air West. Hughes Airwest voló rutas en el oeste de Estados Unidos y a varios destinos en México y Canadá; fue comprado por Republic Airlines el 1 de octubre de 1980. Su sede se encontraba en los terrenos del Aeropuerto Internacional de San Francisco en Condado de San Mateo no incorporado, California.

## Asuntos corporativos
La sede original estaba en dos edificios en el centro de San Mateo, California, en la península de San Francisco.
Su nueva sede se encuentra en San Mateo. La aerolínea programó el traslado a una nueva sede desde el jueves 25 de agosto de 1973 hasta el 28 de agosto de 1973. El complejo estaba en una colina con vistas a San Mateo y la Bahía de San Francisco. La aerolínea reubicó dos departamentos de las oficinas en el Aeropuerto Internacional de San Francisco: control de vuelos y reservas.

## Librea

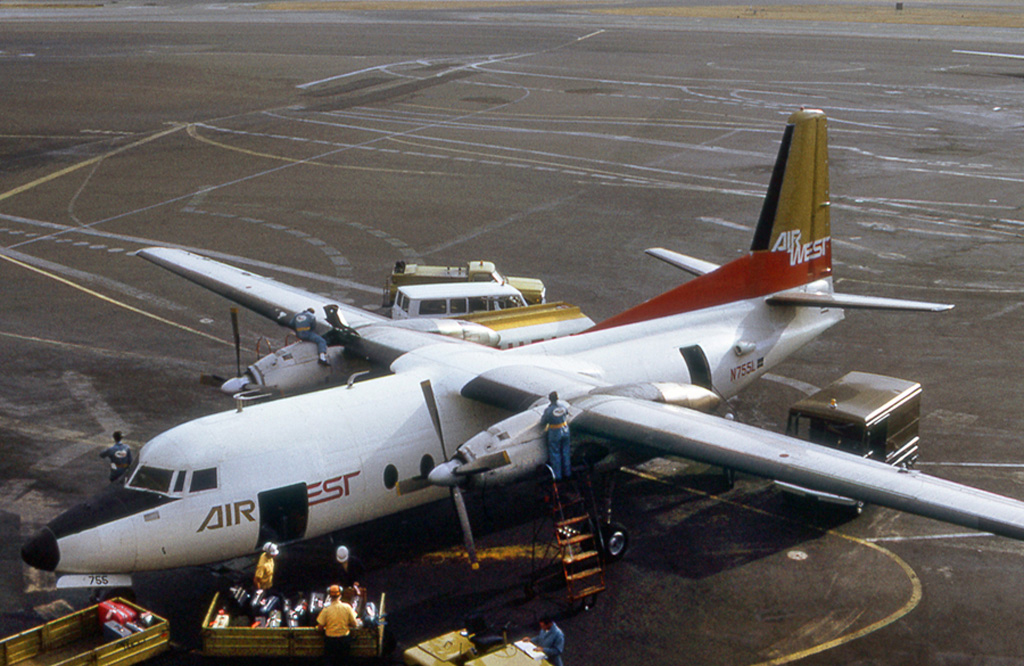
Esquema de pintura Air West, antes de la conversión
a Sundance Yellow y Universe Blue

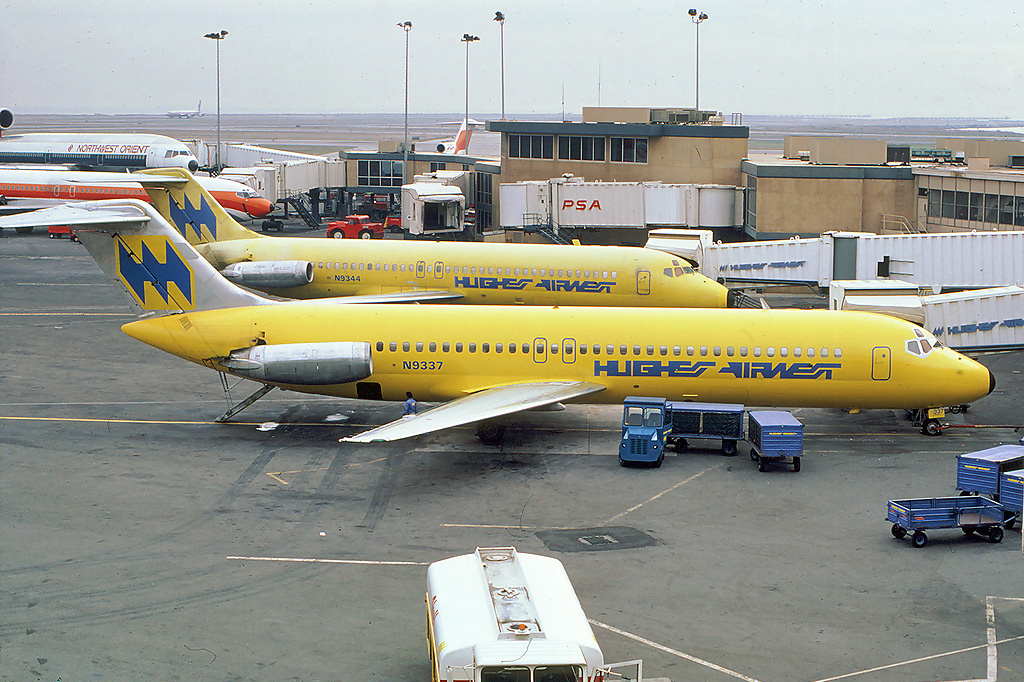
Un Hughes Airwest DC-9 En 1979

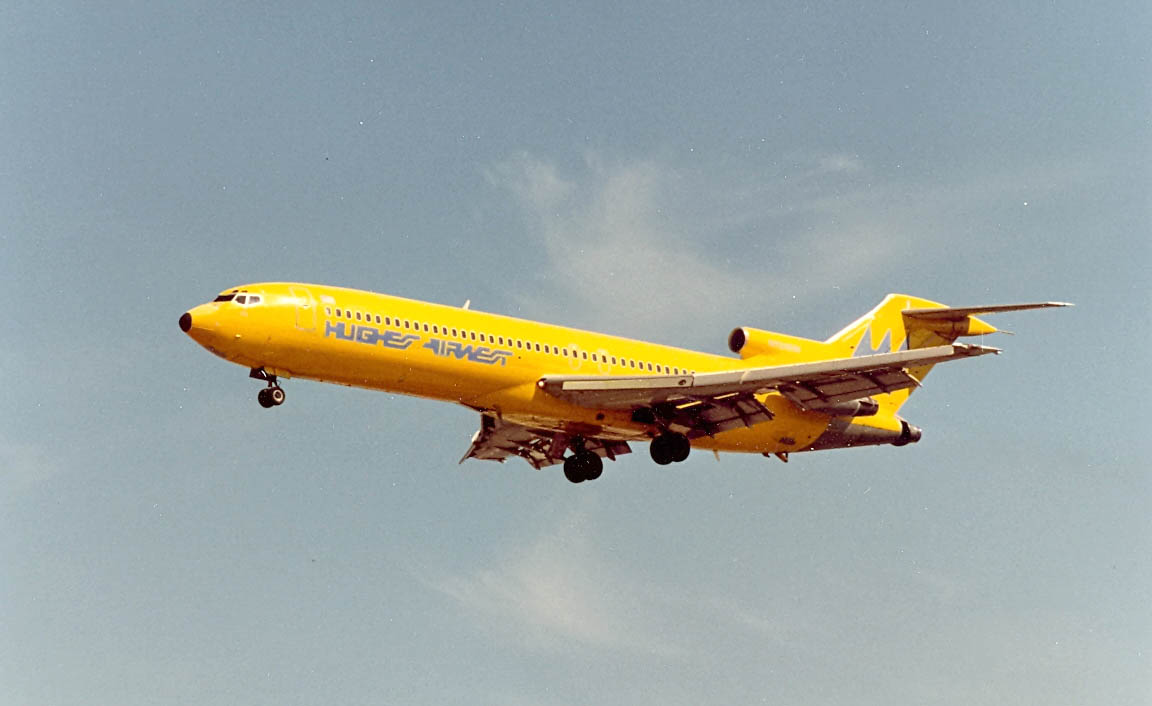
Hughes Airwest Boeing 727 en 1980

Los aviones de Hughes Airwest eran reconocibles por su fuselaje amarillo plátano y sus colores de cola. Sus aviones a menudo se llamaban "plátanos voladores" y la aerolínea lanzó una campaña publicitaria con el eslogan "Top Banana in the West". La mayoría de los apodos dados a los aviones Hughes Airwest en libros y revistas de aviación tienen que ver con los plátanos. Además de su esquema totalmente amarillo, los aviones también presentaban un logotipo azul en el estabilizador vertical (cola) que se parecía a tres diamantes conectados (posiblemente una referencia a las iniciales de Howard Hughes). El nombre Hughes Airwest, en letras estilizadas, apareció poco convencionalmente a continuación. Las ventanas del acompañante.
Esta librea fue ideada por la firma de diseño del sur de California de Mario Armond Zamparelli, tras el accidente del vuelo 706 en junio de 1971, causada por una colisión en el aire con un avión de combate F-4B del Cuerpo de Marines de los Estados Unidos cerca de Duarte, California. A finales de 1971, la compañía lanzó una nueva campaña de marketing que incluía nuevos colores y aviones repintados. Las ventanas de la cabina también tenían un revestimiento de película de PET metalizado originalmente, pero esto resultó demasiado costoso de mantener. Zamparelli también diseñó los uniformes de las azafatas en los nuevos colores, principalmente en amarillo Sundance adornado con azul universo. 
Después de la venta en octubre de 1980, el esquema de pintura totalmente amarillo fue reemplazado gradualmente por el blanco de Republic con adornos azules y verdes y el pato silvestre "Herman the Duck".

## Flota
- 49 Douglas DC-9-14/15/31/32 (incluye 17 Douglas DC-9-10 y 32 McDonnell Douglas DC-9-30. Bonanza Airlines y West Coast Airlines operaban DC-9-10 cuando se fusionaron con Pacific Air Lines)
- 3 Boeing 727-193 (operado por Air West y anteriormente operado por Pacific Air Lines)
- 11 Boeing 727-2M7 más dos en orden que fueron entregados a Republic Airlines (1979-1986)
- 1 de Havilland Canada DHC-6 Twin Otter
- 34 Fairchild F-27 (Bonanza Airlines, Pacific Air Lines y West Coast Airlines operaron todos los F-27 cuando las tres aerolíneas se fusionaron)
- ? Piper PA-31 Navajo (operado por Air West hasta 1969-70; operado anteriormente por West Coast Airlines)

## Accidentes e incidentes
Vuelo 706 de Hughes Airwest
En la noche del domingo 6 de junio de 1971, el vuelo 706 de Hughes Airwest, un Douglas DC-9-31, partió de Los Ángeles, California, hacia Seattle, Washington, con cinco paradas intermedias. El DC-9 colisionó en el aire con un caza F-4B del Cuerpo de Marines de los EE. UU. sobre el sur de California, cerca de Duarte, matando a todos, excepto al oficial de intercepción de radar del F-4.
El Secuestro de 1972
Dos meses después del célebre secuestro por DB Cooper de Northwest Orient vuelo 305, Hughes Airwest fue el blanco de un imitador secuestrador a principios de 1972. Después de abordar el vuelo 800 en McCarran aeropuerto en Las Vegas a finales de la mañana El jueves 20 de enero, Richard Charles LaPoint, de 23 años, afirmó que tenía una bomba mientras el avión estaba en la calle de rodaje y exigió $ 50,000 en efectivo, dos paracaídas y un casco. Cuando se cumplieron estas demandas, se liberaron 51 pasajeros con destino a Reno y dos auxiliares de vuelo; el DC-9 partió hacia el este hacia Denver, seguido por dos aviones F-111 de la Fuerza Aérea de EE. UU. De la cercana Nellis AFB. Los paracaídas eran de alta visibilidad y estaban equipados con dispositivos de localización de emergencia.
Sin abrigo y con botas de vaquero, el secuestrador salió de la puerta de popa más baja sobre las llanuras sin árboles del noreste de Colorado a media tarde. Fue detenido unas horas después, con heridas leves y mucho frío. El avión, con dos pilotos y una azafata a bordo, aterrizó con seguridad en el Aeropuerto Stapleton de Denver a las 2:55 p. m. MST. Frente a posibles cargos de pena de muerte por piratería aérea, el veterano de Vietnam, un exparacaidista del ejército de los EE. UU., fue sentenciado a cuarenta años, pero cumplió menos de ocho años y fue liberado de un centro de rehabilitación en 1979. Murió a los 60 años en New Hampshire en 2008.

## Destinos

### Air West en julio de 1968
Esta es una lista de destinos tomada del horario del sistema Air West con fecha del 1 de julio de 1968, cuando se hizo efectiva la fusión para formar Air West. Las ciudades servidas con aviones a reacción se indican en negrita. Air West operaba aviones Boeing 727-100, Douglas DC-9-10 y Douglas DC-9-30, así como turbohélices Fairchild F-27 y pequeños propulsores Piper Navajo en este momento. La mayoría de los destinos en esta lista que no tenían servicio de jet fueron servidos con los turbopropulsores F-27.
ARIZONA:
- Grand Canyon (GCN)
- Kingman (IGM)
- Page (PGA)
- Phoenix  (PHX) - Hub
- Prescott (PRC)
- Tucson (TUS)
- Yuma (YUM)

CALIFORNIA:
| - Bakersfield (BFL) - Blythe (BLH) - Burbank (BUR, now Bob Hope Airport) - Chico (CIC) - Crescent City (CEC) - El Centro (IPL) - Eureka/Arcata (ACV) - Fresno (FAT) - Inyokern (IYK) - Lake Tahoe (TVL) - Long Beach (LGB) | - Los Angeles (LAX) - Hub - Marysville/Yuba City (MYV) - Monterey (MRY) - Oakland (OAK) - Ontario (ONT) - Oxnard/Ventura (OXR) - Palmdale/Lancaster (WJF) - Palm Springs (PSP) - Paso Robles/San Luis Obispo (PRB) - Redding/Red Bluff (RDD) - Riverside (RAL) | - Sacramento (SMF) - San Diego (SAN) - San Francisco (SFO) - Hub & airline headquarters - San Jose (SJC) - Santa Ana (SNA, aka Orange County, now John Wayne Airport) - Santa Barbara (SBA) - Santa Maria (SMX) - Santa Rosa (STS) - Stockton (SCK) - Vandenberg Air Force Base (VBG) |

IDAHO:
- Boise  (BOI) - Hub
- Burley/Rupert (BYI)
- Idaho Falls (IDA)
- Lewiston (LWS)
- Pocatello (PIH)
- Twin Falls (TWF)
- Sun Valley/Hailey/Ketchum (SUN)

MONTANA:
- Great Falls (GTF)
- Kalispell (FCA)

NEVADA:
- Las Vegas (LAS) - Hub
- Reno (RNO)

OREGON:
| - Albany/Corvallis (CVO) - Astoria/Seaside (AST) - Baker (BKE) - Eugene (EUG) - Klamath Falls (LMT) - Medford (MFR) | - North Bend/Coos Bay (OTH) - Ontario (ONO) - Portland (PDX) - Hub - Redmond/Bend (RDM) - Roseburg (RBG) |

UTAH:
- Cedar City (CDC)
- Salt Lake City (SLC) - Hub

WASHINGTON:
| - Aberdeen/Hoquiam (HQM) - Ephrata/Moses Lake (EPH) - Olympia (OLH) - Pasco/Kennewick/Richland (PSC) - Pullman (PUW) - Seattle (BFI, Boeing Field) - Hub | - Spokane (GEG) - Tacoma (TIW) - Walla Walla (ALW) - Wenatchee (EAT) - Yakima (YKM) |

CANADA:
- Calgary, Alberta (YYC)

MEXICO:
- La Paz (LAP)
- Mazatlan (MZT)
- Puerto Vallarta (PVR)
- Guadalajara (GDL)
- Guaymas (GYM)

### Hughes Airwest en septiembre de 1980
In 1980 Hughes Airwest was an all-jet airline. The timetable for September 1, 1980 lists service to:
ARIZONA:
- Grand Canyon (GCN)
- Phoenix (PHX) - Hub
- Tucson (TUS)

CALIFORNIA:
| - Burbank (now Bob Hope) - Eureka/Arcata - Fresno - Los Angeles (LAX) - Hub - Oakland - Ontario - Palm Springs | - Redding/Red Bluff - Sacramento - San Diego - San Francisco (SFO) - Hub & airline headquarters - San Jose - Santa Ana (Orange County, now John Wayne) |

COLORADO:
- Denver

IDAHO:
- Boise - Hub
- Idaho Falls
- Lewiston
- Pocatello
- Twin Falls

IOWA:
- Des Moines

MONTANA:
- Kalispell

NEVADA:
- Las Vegas - Hub
- Reno

OREGON:
- Eugene
- Klamath Falls
- Portland
- Redmond/Bend

TEXAS:
- Houston (HOU, Hobby Airport)

UTAH:
- Salt Lake City - Hub

WASHINGTON:
- Pasco/Kennewick/Richland (Tri-Cities Airport)
- Seattle (SEA) - Hub
- Spokane
- Yakima

WISCONSIN:
- Milwaukee

CANADA:
- Calgary, Alberta
- Edmonton, Alberta

MEXICO:
- Manzanillo
- Mazatlan
- Puerto Vallarta